# عدوي غيث
عدوي غيث (1923 - 1995)، هو ممثل مصري ولد في محافظة القاهرة يوم 22 مارس 1923، وتخرج من كلية التجارة بجامعة القاهرة عام 1945 وقد عمل بوظيفة باحث بإحدى الوزارات بالقاهرة وترقي حتى وصل إلي درجة مدير عام، وخلال عمله بالوظيفة هوى فن التمثيل الذي كان يعشقه وهو صغير من خلال مشاهدة الأفلام السينمائية المختلفة سواء أكانت أفلام مصرية أم أجنبية بخلاف ذهابه لمشاهدة الفرق المسرحية المصرية المتجولة في القاهرة والإسكندرية وكان يتابع عروضها مرة أو مرتين في الشهر حسب ظروف عمله الحكومي. وقد اتجه إلى الفن في عمر كبير ما حصره في نوعية واحدة من الأدوار الذي كان دائم الظهور في دور الأب الوقور الطيب والجد الحكيم في العديد من الأفلام والمسلسلات.
دخل الفنان عدوي غيث، معهد التمثيل ودرس فيه وتخرج منه ومن هنا أكتسب الخبرة الكافية في تعلم فن التمثيل السينمائي والمسرحي والدارمي، وكان بجوار دارسته في معهد التمثيل كان يهوى الكتابة والقراءة، فقد كان الفنان عدوي غيث يهوى كتابة القصص القصيرة والشعر ويهوي كتابة المقالات المختلفة ويرسلها لبعض الصحف الخاصة وكان يهوي رياضة كرة القدم والجري والتنس وكان يهوى قراءة الكتب الثقافية والفنية والسينمائية والتاريخية والدينية لتزيده خبرة في مجال الفن.
```
قام بتمثيل ما يقرب من 100 عملا فنيا ما بين سينما وتلفزيون.
```

## وفاته
توفي يوم 16 أبريل 1995 عن عمر يناهز 72 عاما.

## من أعماله
- هدى (فيلم) 1949.
- أنا حرة (فيلم) 1959.
- نهاية الطريق (فيلم) 1960.
- نساء وذئاب (فيلم) 1960.
- سر الغائب (فيلم) 1962.
- يوم الحساب (فيلم) 1962.
- فيلم الخرتيت 1987
- احنا بتوع الاوتوبيس
- حارة برجوان
- غاوي مشاكل
- كراكون في الشارع
- الحريف
- خلي بالك من عقلك
- الانس و الجن
- انتخبوا الدكتور سليمان عبدالباسط
- مستر كاراتيه

والقائمة طويلة...

## وصلات خارجية
- صفحته على موقع السينما العربية.